# Bülent Ecevit
Mustafa Bülent Ecevit (IPA: [mustaˈfa byˈlænt edʒeˈvit]) (Istanbul, 28 maggio 1925 – Ankara, 5 novembre 2006) è stato un politico, saggista, poeta e giornalista turco.
È stato il massimo rappresentante del Partito Popolare Repubblicano ed in seguito del Partito della Sinistra Democratica, di cui assieme ad alcuni fuoriusciti dell'ala più a sinistra del PPR fu fondatore, nonché cinque volte Primo Ministro della Turchia.

## Biografia

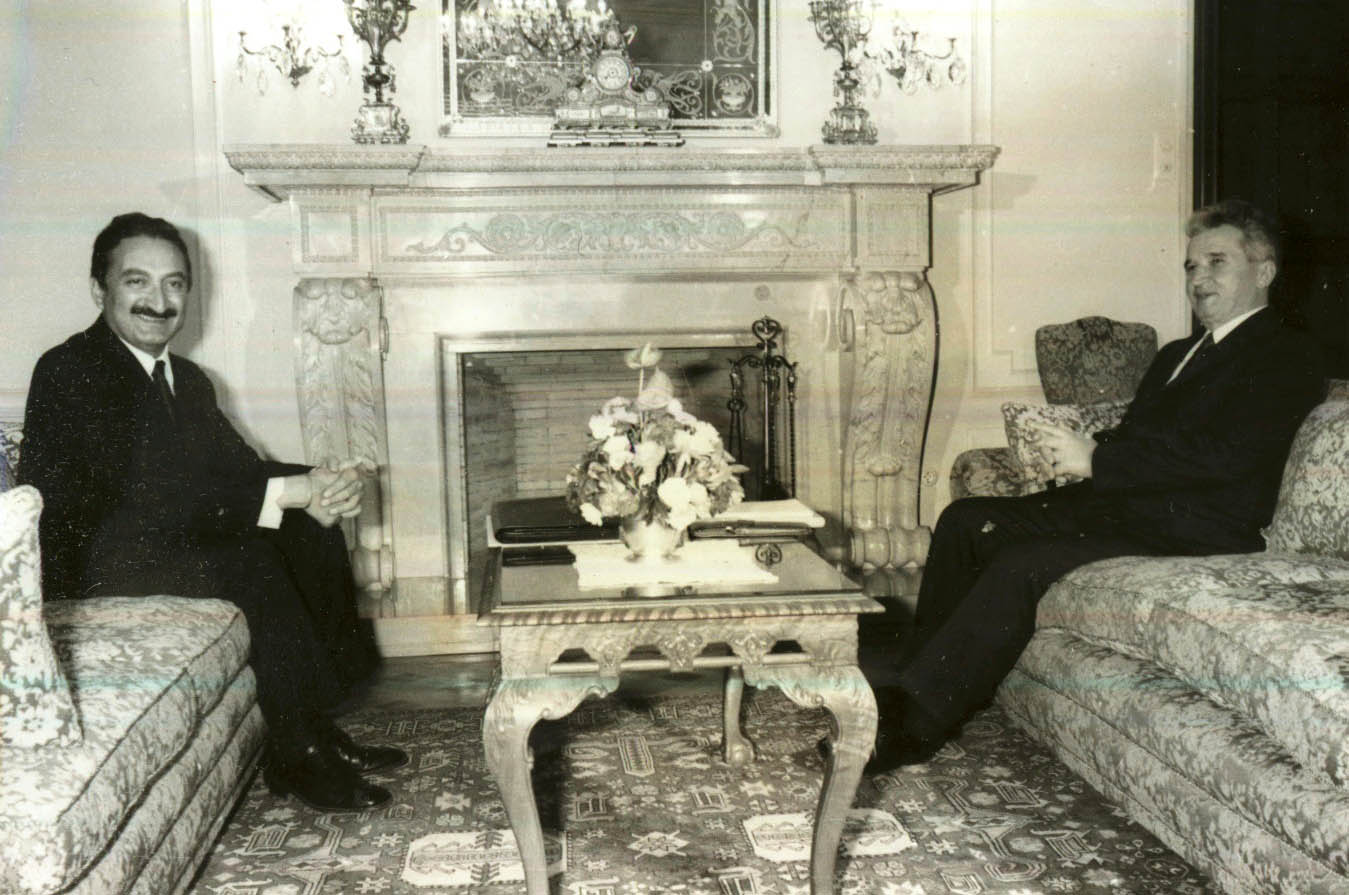
Bülent Ecevit con Nicolae Ceaușescu.

Bülent Ecevit nacque ad Istanbul il 28 maggio del 1925, figlio di Ahmet Fahri Ecevit, un medico originario di Kastamonu (nella regione del Mar Nero), docente di medicina forense presso l'Università di Ankara, che, in seguito, cominciò ad occuparsi anche di politica, militando nel Partito Popolare Repubblicano di Kastamonu tra il 1943 ed il 1950, e di Fatma Nazlı, una pittrice istanbuliota, tra le prime donne turche a dedicarsi professionalmente alla pittura. 
Stando a quanto asserí in vita, suo padre era, forse, in parte di origini curde, mentre sua madre di origini bosgnacche.
Nel 1944, Ecevit si diplomò presso il Robert College di Istanbul, per poi conseguire la laurea presso la prestigiosa School of Oriental and African Studies dell'Università di Londra, e poi cominciò a lavorare come traduttore presso il responsabile della Press Publication (Basın Yayın Genel Müdürlüğü). Si sposò con una sua compagna di classe, Rahşan Aral, nel 1946. Si recò quindi negli Stati Uniti a metà degli anni cinquanta, presso una struttura governativa e operò quindi in due quotidiani della Carolina del Nord.

## Vita politica

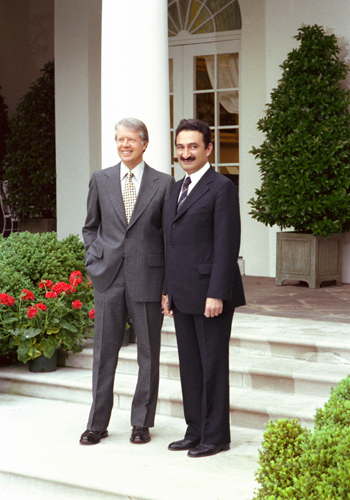
Ecevit e il presidente Stati Uniti Jimmy Carter a alla Casa Bianca, 31 maggio 1978.

Ecevit fu eletto al parlamento turco per la prima volta nel 1957 e ne fu membro tra il 1960 e il 1961. Ecevit servì in veste di ministro del Lavoro e della Sicurezza sociale dal 1961 al 1965, contribuendo all'approvazione del diritto di sciopero e di sottoscrivere contratti collettivi di lavoro. Nel 1966 divenne Segretario generale del Partito Popolare Repubblicano (turco: Cumhuriyet Halk Partisi, CHP). Nel 1971 si dimise in segno di protesta nei confronti della decisione del suo partito di appoggiare il governo provvisorio istituito dall'intervento dei militari. Nel 1972 succedette a İsmet İnönü in qualità di leader del partito e diventò Primo ministro in una coalizione col Partito della Salvezza Nazionale di Necmettin Erbakan. Questo governo viene ricordato per aver ordinato l'invasione turca di Cipro il 20 luglio 1974.
L'operazione si concluse nell'agosto di quell'anno, data in cui le truppe turche avevano occupato il 37% del territorio dell'isola, cui nove anni più tardi seguì l'istituzione di uno Stato turco de facto: la Repubblica Turca di Cipro del Nord nel 1983. Bülent Ecevit ricordò di aver saputo solo nel 1974 dell'esistenza dell'Operazione Gladio, un piano militare segreto ("stay-behind") messo a punto in ambito NATO, e di aver sospettato che la branca turca (definita "kontrgerilla", ossia "controguerriglia") di Gladio fosse stata responsabile del massacro di Piazza Taksim del 1º maggio 1977 a Istanbul, nel corso della quale cecchini spararono su un raduno di mezzo milione di lavoratori turchi uccidendone 38 e ferendone varie centinaia. Il suo partito del CHP sconfisse il Partito della Giustizia (AP) nelle elezioni legislative turche del 1977, conseguendo il 41% dei voti. Questa vittoria avvenne dopo i luttuosi eventi del 1º maggio e l'affermazione così netta del CHP fu interpretata come la risposta della sinistra politica turca.
A seguito del colpo di Stato militare del 1980, condotto a termine dal Generale Kenan Evren, Ecevit fu incarcerato e sospeso a vita da qualsiasi attività politica, così come ogni altro leader politico turco del tempo. Un referendum nel 1987 cancellò tale misura ed egli divenne Presidente del Partito della Sinistra Democratica (turco: Demokratik Sol Parti, DSP), succedendo a sua moglie, Rahşan Ecevit, che ne aveva garantito l'esistenza mentre era ancora valida la misura presa nei suoi confronti dal regime militare. Il partito tuttavia non riuscì a entrare in parlamento nelle elezioni legislative del 1987, non avendo superato l'alta soglia di sbarramento prevista del 10%, e nel 1991 ottenne 7 seggi nel nuovo parlamento. Le fortune del DSP cambiarono con le elezioni del 1995, quando il partito ottenne 75 seggi (su 550).
Dopo due governi di breve durata (guidati da Mesut Yılmaz e Necmettin Erbakan), Ecevit divenne uno dei vice primi ministri dell'ultimo Gabinetto di Mesut Yılmaz. Nel 1998-99 fu per breve periodo Primo ministro ad interim nel periodo precedente alle elezioni generali del 1999. In tale tornata elettorale - aiutato anche dal fatto che Abdullah Öcalan, capo del movimento separatista curdo di Turchia (PKK) era stato fatto prigioniero dai servizi segreti turchi, tradotto in Turchia dove poi sarebbe stato condannato a morte (pena commutata nell'ergastolo dopo la decisione turca di ripudiare la condanna a morte dal suo ordinamento giuridico, come risposta alle pressioni europee, in vista di un possibile futuro ingresso della Turchia nella Comunità Europea) - il partito di Ecevit ottenne un ampio numero di seggi in parlamento, tale da rendendogli possibile di diventare ancora una volta Primo ministro in una coalizione col Partito della Madrepatria (turco: Anavatan Partisi, ANAP) di Mesut Yılmaz e col Partito del Movimento Nazionalista (turco: Milliyetçi Hareket Partisi, MHP) di Devlet Bahçeli.

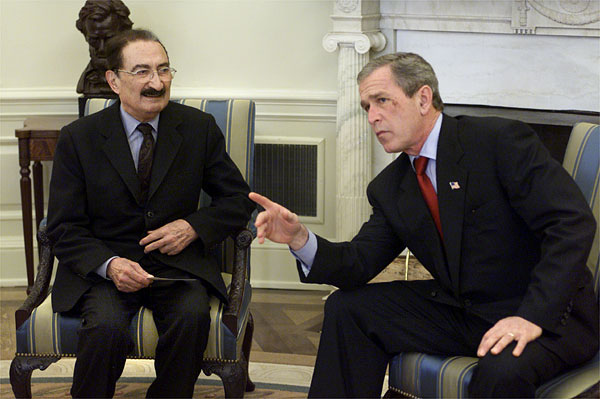
Bülent Ecevit con George W. Bush alla Casa Bianca di Washington D.C. (16-1-2002)

Il governo di Ecevit decise un certo numero di riforme miranti a stabilizzare l'economia turca in vista dei negoziati con la Comunità Europea, rinunciando nel 2000 alla costruzione di una centrale nucleare. Bülent Ecevit, molto malato a causa dell'età viene ricoverato in ospedale il 4 maggio 2002 e si trova per due mesi nell'impossibilità di far fronte ai suoi incarichi. Il 25 giugno 2002 alcuni deputati del suo partito gli chiesero di dimettersi e il Primo ministro convocò dunque elezioni anticipate che si svolsero il 3 novembre 2002. Il suo partito quasi scomparve, raccogliendo appena l'1,22% dei suffragi, a tutto vantaggio dell'AKP di Recep Tayyip Erdoğan. Ecevit, visibilmente in fase di declino, si ritirò dalla vita politica attiva nel 2004.

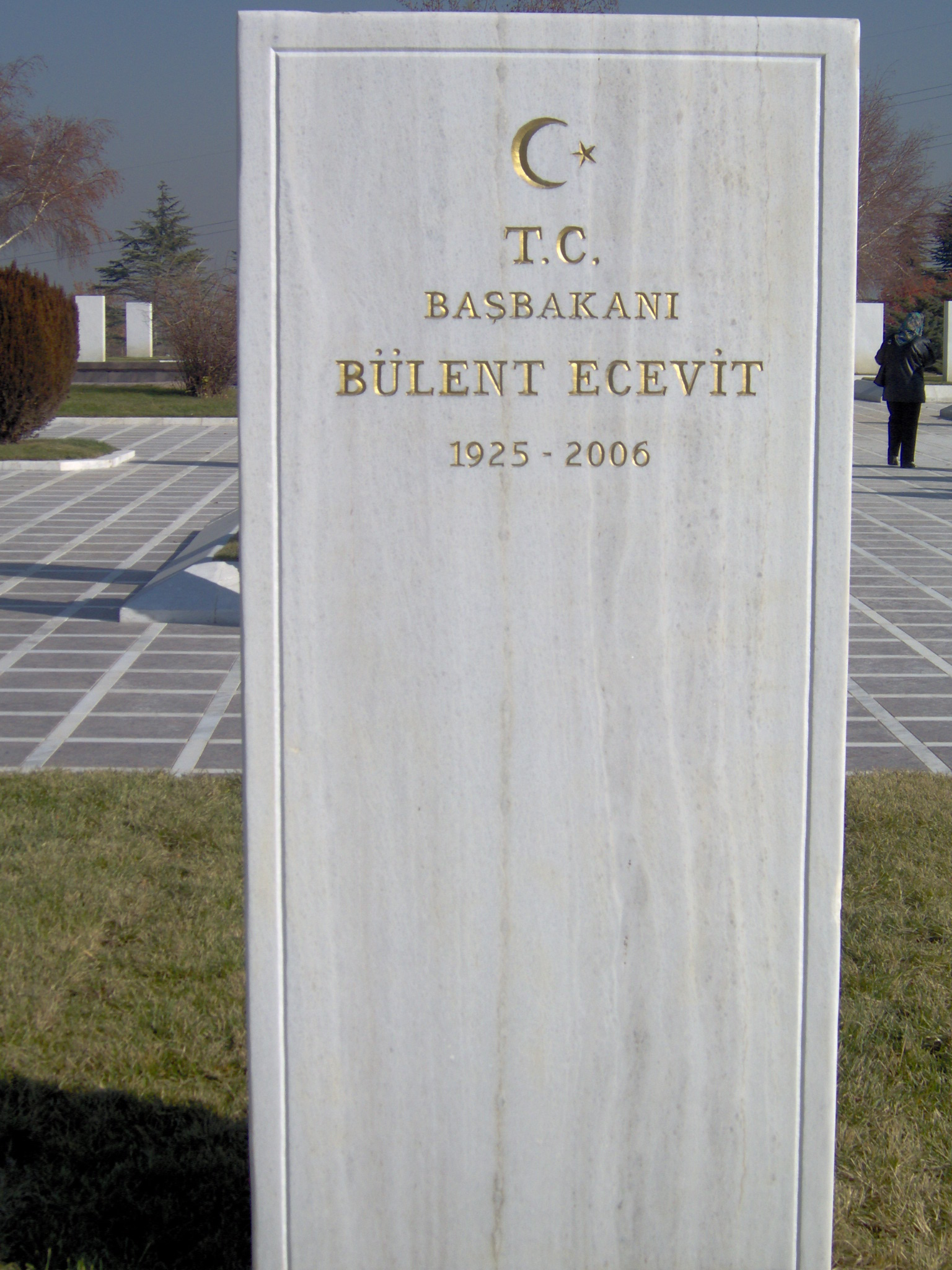
La tomba di Ecevit nel Cimitero nazionale di Ankara (Turchia).

Bülent Ecevit non fu solo un politico, bensì un poeta e scrittore. Studiò sanscrito, bengali e inglese nell'Università di Londra (School of Oriental and African Studies), e tradusse vari lavori di Rabindranath Tagore, T. S. Eliot e Bernard Lewis in turco. Tradusse anche il grande poema in lingua sanscrita del Bhagavad Gita in turco (si veda, e.g.,  questo articolo, su southasiaanalysis.org. URL consultato il 9 settembre 2017 (archiviato dall'url originale il 13 giugno 2010).). Ecevit, che aveva studiato anche presso il Robert College statunitense, uno dei più prestigiosi licei di Istanbul, fu in grado di realizzare tali lavori, con ottimi esiti, malgrado non si fosse mai laureato in un'università: fatto questo che gli impedì pure di candidarsi alla Presidenza della Repubblica di Turchia.
Ecevit fu colpito da emorragia cerebrale il 18 maggio 2006, ricoverato all'Ospedale militare di Gülhane ad Ankara e indotto in coma farmacologico. Morì il 5 novembre 2006 alle 20:40 (UTC) per collasso respiratorio senza aver ripreso conoscenza. Fu inumato nel Cimitero nazionale turco (turco Devlet Mezarlığı) di Ankara, dopo un funerale di Stato l'11 novembre, cui parteciparono circa un milione di persone, provenienti dalle 81 province della Turchia.

## Opere

### Poesia
- Işığı Taştan Oydum (I Carved Light Out Of Stone) (1978)
- El Ele Büyüttük Sevgiyi (We Raised Love Hand In Hand) (1997)

### Saggi politici
- Ortanın Solu (Left of the Center) (1966)
- Bu Düzen Değişmelidir (This Order Should Change) (1968)
- Atatürk ve Devrimcilik (Atatürk and Revolutionism) (1970)
- Kurultaylar ve Sonrası (Party Congresses and After) (1972)
- Demokratik Sol ve Hükümet Bunalımı (Democratic Left and Government Crisis) (1974)
- Demokratik Solda Temel Kavramlar ve Sorunlar (Basic Definitions and Problems in Democratic Left) (1975)
- Dış Politika (Foreign Policy) (1975)
- Dünya-Türkiye-Milliyetçilik (World-Turkey-Nationalism) (1975)
- Toplum-Siyaset-Yönetim (Society-Politics-Government) (1975)
- İşçi-Köylü El Ele (Workers and Peasants Hand in Hand) (1976)
- Türkiye / 1965-1975 (Turkey / 1965-1975) (1976)
- Umut Yılı: 1977 (Year of Hope: 1977) (1977)